# Арма
Арма — город в Северной Ирландии, административный центр графства Арма, исторический и культурный центр региона. Он славится своим богатым наследием, начиная с древнекельтских времен, и имеет важное значение для религиозной и научной жизни Ирландии. Статус города был присвоен королевой Елизаветой II в 1994 году, а официальное утверждение произошло в 1995 году.

## Демография
Согласно переписи 2001 года, население города составляло 14 590 человек. На момент переписи значительная часть населения состояла из представителей двух основных общин: католической и протестантской. Это отражает историческое разделение Ирландии, а также религиозное значение Армы, которая продолжает оставаться местом сосуществования двух религиозных традиций.

## Историческое значение
Арма имеет древние корни, уходящие в эпоху кельтов. Ирландское название города, Ard Mhacha, означает "Высота Махи" и связано с мифической королевой Махой, одной из центральных фигур кельтской мифологии. По преданию, в этом районе находилась резиденция королевы, которая дала имя городу.
В 5 веке Святой Патрик, покровитель Ирландии, основал в Арме первую христианскую церковь, что сделало город важным религиозным центром. В течение столетий Арма сохраняла этот статус, развиваясь как центр духовной жизни Ирландии.

## Религиозный центр
Арма является уникальным городом, поскольку одновременно является центром двух епархий — католической и англиканской (протестантской).
- Англиканский собор Святого Патрика: основан на месте церкви, построенной Святом Патриком. Этот собор представляет собой одно из старейших религиозных зданий Ирландии, имея фундамент, который датируется VII веком.
- Католический собор Святого Патрика: построен в XIX веке по проекту архитектора Томаса Даффа. Здание отличается неоготическим стилем с изысканными витражами и двумя величественными шпилями, доминирующими над городской панорамой.

Эти два собора символизируют историческое и религиозное наследие города, отражая его роль как центра христианской жизни Ирландии.

## Арманская обсерватория
Одной из выдающихся научных достопримечательностей Армы является Арманская обсерватория, основанная в 1790 году. Это одна из старейших обсерваторий Ирландии, которая продолжает функционировать и сегодня.
Обсерватория была создана благодаря поддержке Ричарда Робинсона, архиепископа Армы, и имеет богатую историю астрономических наблюдений и исследований. Сегодня она занимается научными исследованиями в области астрономии и метеорологии, а также участвует в образовательных и культурных проектах, что делает её важным элементом культурной жизни города.

## Культура и достопримечательности
Арма привлекает множество туристов благодаря своему богатому культурному наследию и живописным окрестностям.
- Арманский планетарий: расположен рядом с обсерваторией и предлагает интерактивные экспозиции для всех возрастов. Он был открыт в 1968 году и стал важным образовательным центром.
- Окрестности Армы: регион славится своими зелеными холмами и древними памятниками. Недалеко от города находится холм Наван-Форт (Eamhain Mhacha), который был древней столицей Ульстера и считается археологическим сокровищем.
- Музеи и галереи: в Арме представлены экспозиции, посвященные истории, искусству и культуре региона.

## Современная Арма
Сегодня Арма сочетает в себе историческое наследие с современными удобствами. Город поддерживает активное культурное и научное развитие, оставаясь одновременно важным религиозным и образовательным центром.